# AH-H401C

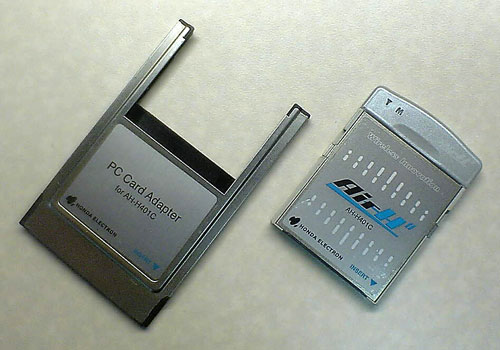
AH-H401Cおよび付属のPCカードアダプタ

AH-H401Cは、本多エレクトロン（現ネットインデックス）が開発した、コンパクトフラッシュ形データ通信端末。

## 概要
2002年8月29日、DDIポケット（現ウィルコム）のPHSデータ通信サービス、AirH"（現AIR-EDGE）に対応したデータ通信端末として発売開始。
2003年3月6日、オレンジ色を基調とした配色の1,000台限定モデルがインプレスダイレクトで発売。
これはパソコン雑誌出版社のインプレスが企画したもので、候補となったオレンジ、イエロー、グリーン、ブルー、パープルという五種類の中から読者の投票の結果、決定されたものである。
AH-H401Cは、PDAなどのコンパクトフラッシュ (CF) Type I スロットに挿入して使用する。PDAの中にはCF Type II専用スロットを持つものも少なくなく、それらには物理的に挿入できないため注意が必要である。
同梱のPCカードアダプタを利用すれば、パソコンのPCカード Type II スロットに挿入して使用することもできる。
アンテナは内蔵固定である。
コンパクトフラッシュ形データ通信カード端末としては初めて 4x パケット通信方式に対応し、最大128kbpsのデータ通信をサポート。
セットアップ用のソフトウェアは、Windows 95、98、98SE、Me、NT 4.0、2000、XP、CE 3.0 以上、Mac OS 8.5、9、Mac OS X に対応。
同梱のCD-ROM内に収録されている。
- 寸法: 43×59×5（一部分 5.8） ミリメートル（コンパクトフラッシュ Type I 準拠）
- 重量: 20 グラム
- 対応通信方式: 4x / 1x パケット方式、フレックスチェンジ、64k / 32k PIAFS（ベストエフォート）
- 消費電流: 200 mA （4x パケット通信時の平均）